# Regione dell'Egeo
La regione dell'Egeo (in turco Ege Bölgesi) è una delle sette divisioni a fini statistici della Turchia. Si trova nel sud-ovest del paese. La superficie è di circa 90.251 km² e ha una popolazione di circa 9,7 milioni di abitanti.

## Province

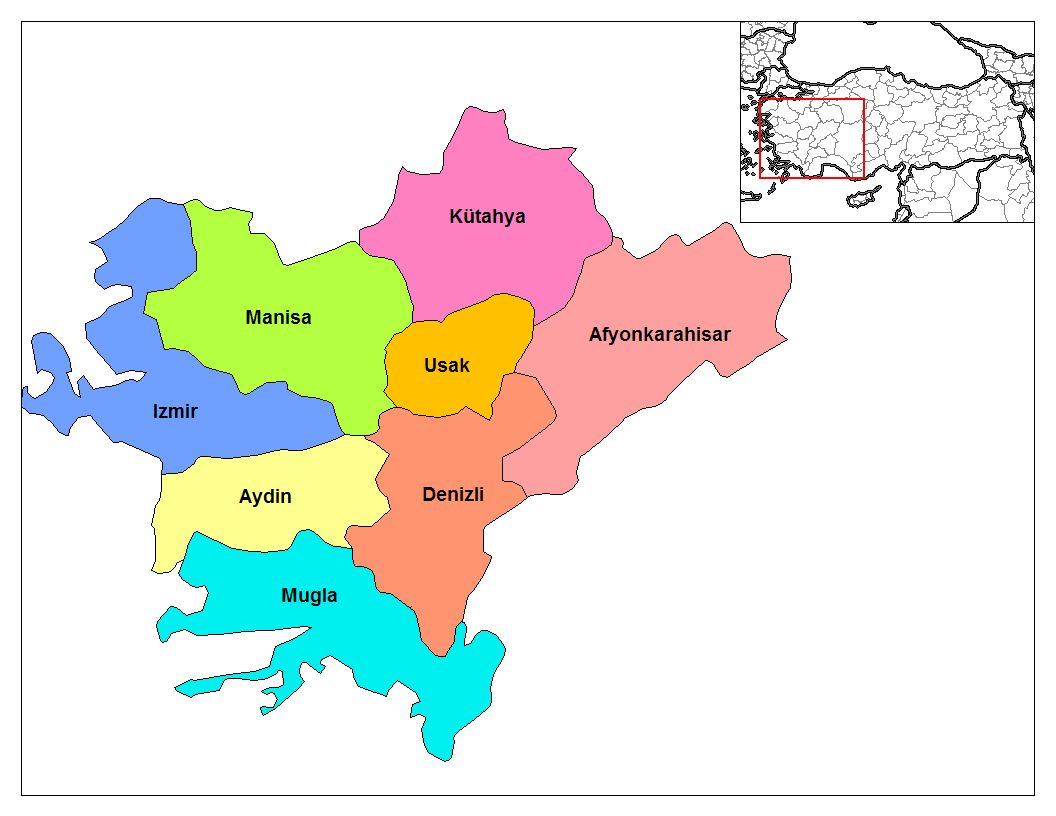
Province della regione dell'Egeo

Della regione fanno parte le seguenti province:

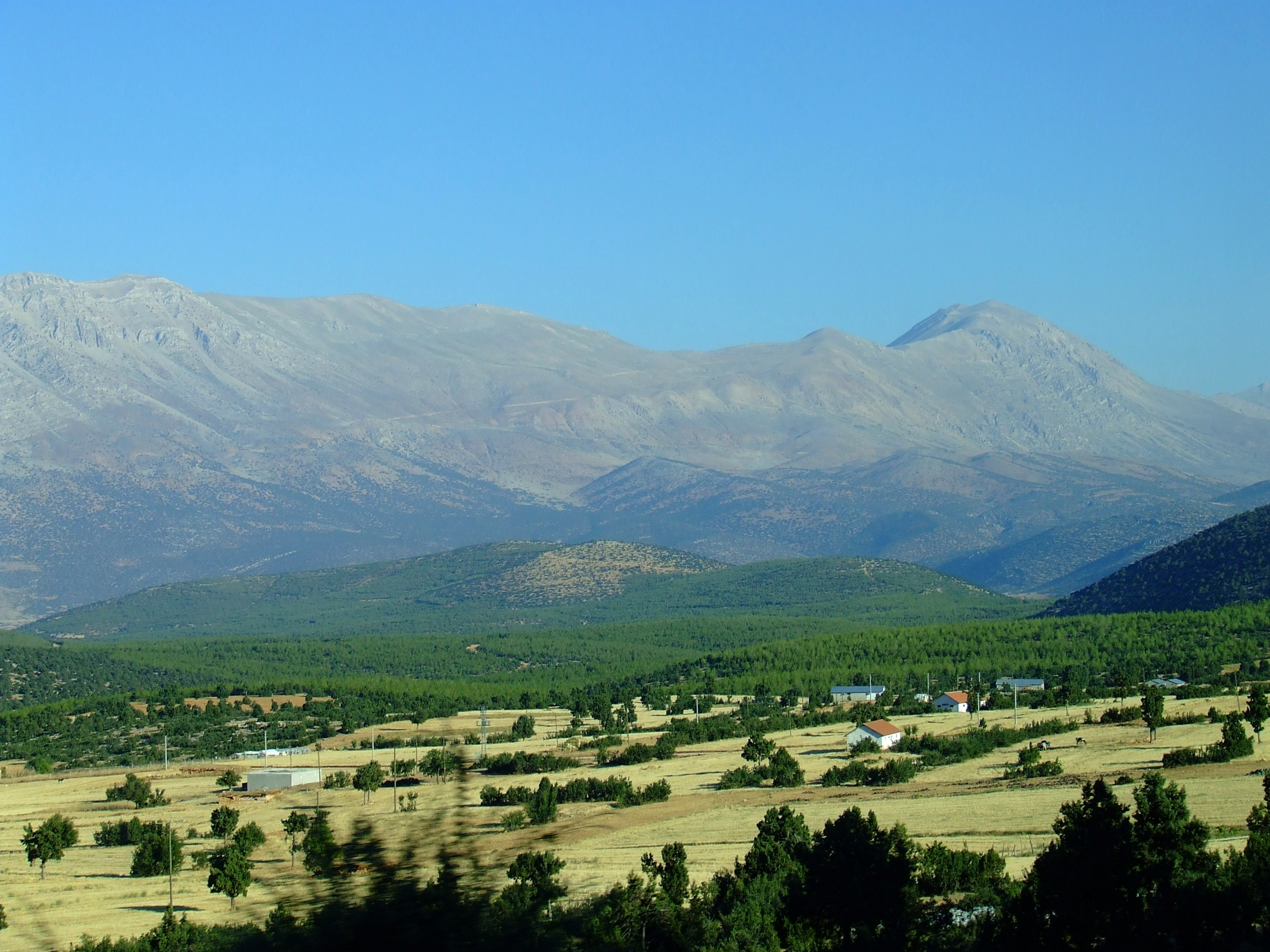
Montagne nella regione dell'Egeo.

- Afyonkarahisar
- Aydın
- Denizli
- Kütahya
- Manisa
- Muğla
- Smirne (İzmir)
- Uşak